# María Jesús Lamas
María Jesús Lamas Díaz (Baracaldo, c., 1967) es una farmacéutica e investigadora española. Desde el 20 de julio de 2018, es directora de la Agencia Española de Medicamentos.

## Biografía
Licenciada en Farmacia por la Universidad de Santiago de Compostela, es también doctora por esa universidad, con una tesis titulada Estudio farmacogenético del cáncer colorrectal, dirigida por Ángel Carracedo, por la que obtuvo el Premio Extraordinario.

## Trayectoria
Lamas comenzó como residente de Farmacia (FIR) en el Hospital Clínico Universitario de Santiago (CHUS), servicio en el que permaneció más de 20 años y del que fue directora desde 2012. A la vez, coordinaba el Área de Plataformas y Metodología del Instituto de Investigación Sanitaria de Santiago (IDIS – ISCIII). También, fue directora de Investigación de la Sociedad Española de Farmacia Hospitalaria (SEFH) desde 2012 a 2016.
En 2018 fue nombrada directora de la Agencia Española de Medicamentos y Productos Sanitarios.

## Publicaciones
- "Nutrición parenteral libre de aminoácidos ramificados para el manejo urgente de una descompensación grave de la enfermedad del jarabe de arce". (Con Sara Blanco Dorado, Anxo Fernández Ferreiro, José María Giráldez Montero, Cristina González-Anleo López e Miguel González Barcia). Farmacia hospitalaria: órgano oficial de expresión científica de la Sociedad Española de Farmacia Hospitalaria, Vol. 41, N.º 3, 2017, páxs. 438-444.[7]
- "Lubricantes oculares en el tratamiento del ojo seco". (Con Anxo Fernández Ferreiro, Miguel González Barcia e Francisco Javier Otero Espinar). Panorama actual del medicamento, Vol. 38, N.º 372, 2014, páxs. 350-356.[8]
- "Copago en la Farmacia de Hospital". (Con Olga Delgado Sánchez e José Luis Poveda Andrés). Farmacia hospitalaria: órgano oficial de expresión científica de la Sociedad Española de Farmacia Hospitalaria, Vol. 37, N.º 5, 2013, páxs. 345-347.[9]
- "Análisis de la toxicidad ocular de los colirios de voriconazoly fluconazol con HET-CAM". (Con Anxo Fernández Ferreiro, Miguel González Barcia, María Gil Martínez, José Blanco Méndez e Francisco Javier Otero Espinar). Farmacia hospitalaria: órgano oficial de expresión científica de la Sociedad Española de Farmacia Hospitalaria, Vol. 38, N.º 4, 2014, páxs. 300-304.[10]
- "Evaluation of the in vitro ocular toxicity of the fortified antibiotic eye drops prepared at the Hospital Pharmacy Departments". (Con Anxo Fernández Ferreiro, Miguel González Barcia, María Gil Martínez, María Santiago Varela, María Pardo, José Blanco Méndez, Antonio Piñeiro Ces e Francisco Javier Otero Espinar). Farmacia hospitalaria: órgano oficial de expresión científica de la Sociedad Española de Farmacia Hospitalaria, Vol. 40, N.º 5, 2016, páxs. 352-370.[11]
- "Pharmacotherapy follow-up of patients under treatment with biologic agents for chronic inflammatory systemic conditions: an agreement among hospital pharmacists for the standardized collection of a minimum set of data" (Con Miguel Ángel Calleja Hernández, Alicia Herrero Ambrosio, Julio Martínez Cutillas, José Luis Poveda Andrés e Belén Aragón). Farmacia hospitalaria: órgano oficial de expresión científica de la Sociedad Española de Farmacia Hospitalaria, Vol. 41, N.º 1, 2017, páxs. 31-48.[12]
- "Síndrome serotoninérgico con rabdomiolisis y convulsiones asociado a la interacción farmacológica entre venlafaxina y amoxicilinaclavulánico". (Con Anxo Fernández Ferreiro, Antonio Pose Reino, Francisco Martinez Bahamonde, Marion Paris, Emilie Guemas e Miguel González Barcia). Actas españolas de psiquiatría, Vol. 44, N.º 5 (septiembre-octubre de 2016), 2016, páxs. 196-199.
- "Retos en la formulación magistral oftálmica". (Con Anxo Fernández Ferreiro, Miguel González Barcia, Francisco Javier Otero Espinar e  José Blanco Méndez). Farmacia hospitalaria: órgano oficial de expresión científica de la Sociedad Española de Farmacia Hospitalaria,  Vol. 40, N.º 1, 2016, páxs. 1-2.[13]
- "Análisis coste-efectividad de aflibercept en combinación con FOLFIRI en el tratamiento de pacientes con cáncer colorrectal metastásico". (Con Carles Pericay Pijaume, Carmen Frías López, Albert Abad Esteve, María Echave, Itziar Oyagüez Martín, M. Rubio, E. Giménez, S. Naoshy e Florence Joulain). Farmacia hospitalaria: órgano oficial de expresión científica de la Sociedad Española de Farmacia Hospitalaria, Vol. 38, N.º 4, 2014, páxs. 317-327.[14]
- "Hidrogel oftálmico de cisteamina para el tratamiento de la cistinosis ocular" (Con Anxo Fernández Ferreiro, Andrea Luaces Rodríguez, Victoria Díaz Tomé, María Gil Martínez, María Teresa Rodríguez Ares, Rosario Touriño Peralba, José Blanco Méndez, Miguel González Barcia e Francisco Javier Otero Espinar). Farmacia hospitalaria: órgano oficial de expresión científica de la Sociedad Española de Farmacia Hospitalaria, Vol. 41, N.º 6, 2017, páxs. 678-687.[15]
- "Propuesta para la creación de una Estrategia Nacional sobre Medicina de Precisión en Cáncer: posicionamiento de la SEOM, SEAP y SEFH". (Con Pilar Garrido, Azucena Aldaz Pastor, Miguel Ángel Calleja Hernández, Enrique de Alava Casado, M. Martín Jiménez, Xavier Matías-Guiu Guía, José Palacios e Ruth Vera García). Farmacia hospitalaria: órgano oficial de expresión científica de la Sociedad Española de Farmacia Hospitalaria, Vol. 41, N.º 6, 2017, páxs. 688-691.[15]